# Polleniopsis micans
Polleniopsis micans är en tvåvingeart som beskrevs av Villeneuve 1942. Polleniopsis micans ingår i släktet Polleniopsis och familjen spyflugor. Inga underarter finns listade i Catalogue of Life.